# Robert Behrens
Robert Sophus Daniel Behrens (født 12. januar 1885 i Assens, død 1. december 1942 i København) var en dansk bryder, som deltog i de olympiske mellemlege 1906. Han stillede op for Hermod.
Behrens var græsk-romersk bryder, der stillede op i mellemvægt, og ved mellemlegene vandt han bronzemedalje i denne klasse, Finnen Verner Weckman vandt guld, mens østrigeren Rudolf Lindmayer vandt sølv.
Robert Behrens deltog desuden i det uofficielle EM i brydning 1907, hvor han blev treer i den frie klasse.